# ماتئوس مارتینس
ماتئوس مارتینس (انگلیسی: Matheus Martins؛ زادهٔ ۱۶ ژوئیهٔ ۲۰۰۳) بازیکن فوتبال اهل برزیل است.
وی همچنین در تیم‌های ملی فوتبال زیر ۱۷ سال برزیل و زیر ۲۰ سال برزیل بازی کرده‌است.